# M10 Booker
M10 Booker ist ein US-amerikanischer Panzer, der von General Dynamics Land Systems für die United States Army entwickelt worden ist. Der Hersteller kategorisiert das Fahrzeug als direct-fire combat vehicle, also im weitesten Sinne ein Sturmgeschütz zur Unterstützung der Infanterie in unterschiedlichen Situationen im multidimensionalen Einsatzraum moderner Streitkräfte (Multi-Domain-Battlefield).

## Entwicklungsgeschichte
Der M10 Booker wurde im Rahmen des Mobile Protected Firepower-Programms (MPF) entwickelt, um eine Lücke in den Infantry Brigade Combat Teams (kurz IBCT) der U.S. Army zu schließen. Als mobiles, gut gepanzertes Fahrzeug mit direkter Feuerfähigkeit ist der M10 für die Vernichtung feindlicher befestigter Stellungen, schwerer Geschützstellungen sowie gepanzerter Fahrzeuge vorgesehen. Die U.S. Army plant, 14 M10 Booker pro IBCT einzusetzen, um sowohl bei offensiven als auch bei defensiven Operationen eine höhere Feuerkraft gemeinsam mit der Infanterie zu gewährleisten.
Nach längerer Verzögerung wurde am 18. April 2024 der erste M10 Booker an die U.S. Army übergeben. Die 82. Luftlandedivision in Fort Liberty wurde die erste Einheit, die den M10 einsetzt.
Der Panzer erhielt im Juni 2023 offiziell den Namen Booker. Dabei handelt es sich um zwei US-amerikanischen Soldaten, nämlich um Robert D. Booker und Stevon Booker. Robert Booker wurde am 9. April 1943 während des Tunesienfeldzuges im Zweiten Weltkrieg getötet und erhielt posthum die Medal of Honor. Stevon Booker wurde am 5. April 2003 während eines „Thunder Run“ bei der Schlacht um Bagdad im Jahr 2003 getötet und ebenfalls posthum mit dem Distinguished Service Cross ausgezeichnet.
Im Mai 2025 wurde das Programm vorzeitig eingestellt. Als Gründe wurden Probleme bei Kosten, Gewicht, Right-to-Repair und Design angegeben.

## Technik
Der M10 Booker ist ein Kettenfahrzeug mit sechs Laufrollenpaaren je Seite, die Antriebsrolle ist vorne. Die Besatzung besteht aus vier Personen (Kommandant, Fahrer, Richtschütze, Ladeschütze). Die Hauptwaffe des M10 ist eine 105/L52-mm-Kanone M35. Es kommt das gleiche Feuerleitsystem wie beim M1A2 Abrams zum Einsatz. Die verwendete M35-Kanone ist in der Lage, Panzerabwehr-Hohlladungsgeschosse (HEAT), Quetschkopfgranaten (HESH) und Wuchtgeschosse (APFSDS) zu verschießen. Insgesamt sollen 42 105-mm-Geschosse im Fahrzeug mitführbar sein. Des Weiteren steht ein 7,62-mm-Koaxial-Maschinengewehr M240 und ein M2-Maschinengewehr vom Kaliber .50 auf dem Turm für den Kommandanten zur Verfügung. Aus Gewichtsgründen hat man auf eine fernbedienbare Waffenstation verzichtet. An der Turmfront ist an beiden Seiten eine Nebelmittelwurfanlage verbaut. Die Panzerung ist modular aufgebaut und kann je nach Bedarf ausgerüstet und gewechselt werden, auch ist ein einfacherer und schneller Austausch beschädigter Elemente möglich.
Als Antrieb ist ein Dieselmotor des Typs MTU 8V199 TE23 von MTU Friedrichshafen mit einer Leistung von 600 kW (800 PS) verbaut.
Zwei M10 sollen von einer Boeing C-17 transportiert werden können, wohingegen nur ein M1-Abrams-Panzer mit einem derartigen Flugzeug befördert werden kann.

## Nutzer
- Vereinigte Staaten: etwa 80 M10 wurden vor Beendigung des Programms an die U.S. Army ausgeliefert.[12] Die Zukunft der ausgelieferten M10 ist ungewiss, sie könnten an gepanzerte US-Einheiten übergeben, ins Ausland verkauft oder eingelagert werden.[13][14]